# Konitsa (gmina)
Konitsa (gr. Δήμος Κόνιτσας, Dimos Konitsas) – gmina w Grecji, w administracji zdecentralizowanej Epir-Macedonia Zachodnia, w regionie Epir, w jednostce regionalnej Janina. W 2011 roku liczyła 6362 mieszkańców. Powstała 1 stycznia 2011 roku w wyniku połączenia dotychczasowych gmin Konitsa i Mastorochoria oraz wspólnot: Distrato, Aetomilitsa i Furka. Siedzibą gminy jest Konitsa.